# Fjaðrárgljúfur
Fjaðrárgljúfur (pronunciado /ˈfjaðrˌaurˌkljuː(v)ʏr̥/, "cañón del río pluma") es un cañón en el sureste de Islandia. A través de él fluye el río Fjaðrá.
El cañón tiene paredes escarpadas y aguas sinuosas. Su altura alcanza hasta los 100 m (328,1 pies) de profundidad  y unos 2 kilómetros (1,2 mi) de largo.  Se encuentra cerca de la carretera de circunvalación, no lejos del pueblo de Kirkjubæjarklaustur.
Su origen se remonta a los periodos fríos de la Edad de Hielo. El cañón se creó por la erosión progresiva causada por el flujo de agua de los glaciares a través de las rocas y la palagonita durante milenios.  Una cascada fluye por el lado occidental del cañón, visible desde una plataforma de observación al final de una caminata de una milla por el borde oriental.
En mayo de 2019, las autoridades cerraron el cañón a los visitantes después de que apareciera en el video musical de "I'll Show You" de Justin Bieber. El flujo de visitantes resultante amenazó con dañar el medio ambiente del cañón.

## Panorama

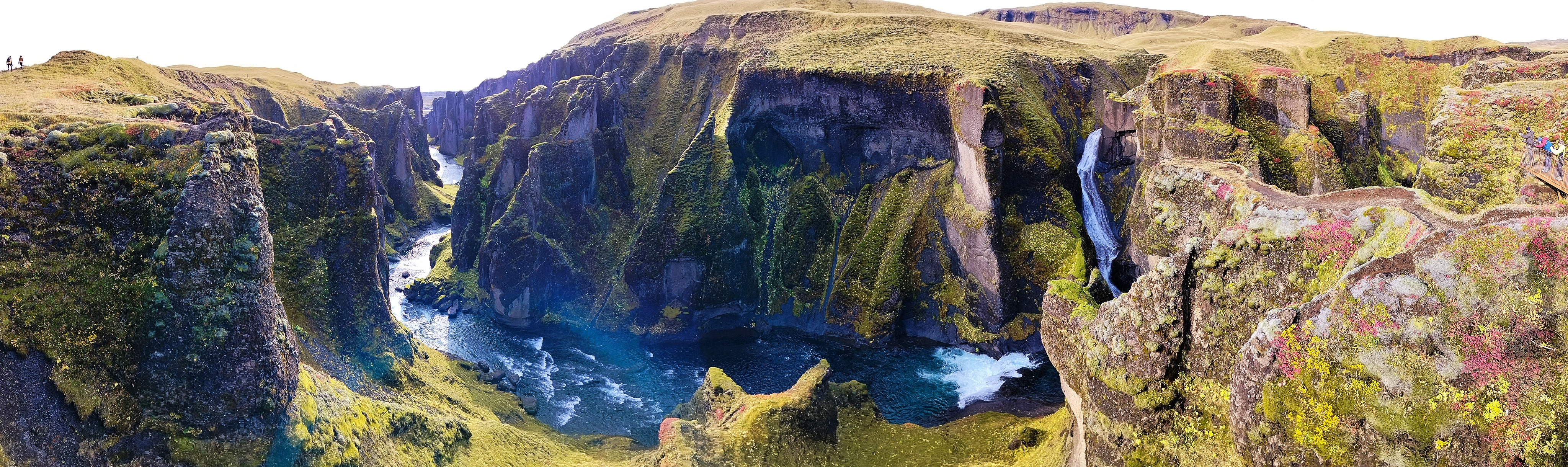
Vista panorámica de gran angular de Fjaðrárgljúfur, Islandia